# Drepanocladus polycarpus

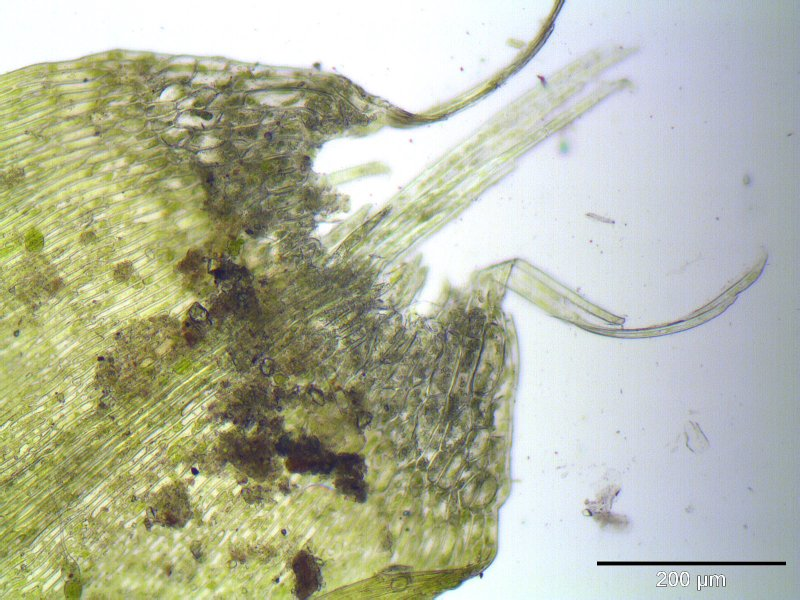
Drepanocladus polycarpus Blattflügelzellen am Grund des Blattes (Vergrößerung: 125×)

Drepanocladus polycarpus ist eine Art der Laubmoose und nah verwandt mit Drepanocladus aduncus. Sie unterscheidet sich im Wesentlichen von dieser durch die breiter herablaufende Blattflügelzellgruppe an der Blattbasis, die die Blattmittelrippe erreicht. Die Blätter der Stämmchen sind nahezu gerade, flach oder schwach konkav. Das Moos wächst unterhalb der Wasseroberfläche (submers) in mehr oder minder kalkhaltigen Seen, Flüssen und in feuchten Mooren. Es ist vor allem im Flachland verbreitet. Verwechslungsgefahren bestehen vor allem bei Wasserformen von Amblystegium riparium (bzw. Leptodictyum riparium), welche jedoch keine solch lang ausgezogenen Blattöhrchen aufweisen.